# U-632
| U-632                      | U-632                                                          | U-632                                                          |
| -------------------------- | -------------------------------------------------------------- | -------------------------------------------------------------- |
|                            |                                                                |                                                                |
|                            |                                                                |                                                                |
|                            |                                                                |                                                                |
| Під прапором               | Третій рейх                                                    | Третій рейх                                                    |
| Спуск на воду              | 27 травня 1942 року                                            | 27 травня 1942 року                                            |
| Виведений зі складу флоту  | 6 квітня 1943 року                                             | 6 квітня 1943 року                                             |
| Сучасний статус            | затоплений                                                     | затоплений                                                     |
| Проєкт                     |                                                                |                                                                |
| Тип ПЧ                     | Торпедний ДПЧ                                                  | Торпедний ДПЧ                                                  |
| Основні характеристики     |                                                                |                                                                |
| Швидкість (надводна)       | 17,7 вузлів                                                    | 17,7 вузлів                                                    |
| Швидкість (підводна)       | 7,6 вузлів                                                     | 7,6 вузлів                                                     |
| Робоча глибина занурення   | 100 м                                                          | 100 м                                                          |
| Гранична глибина занурення | 220 м                                                          | 220 м                                                          |
| Екіпаж                     | 44 осіб                                                        | 44 осіб                                                        |
| Розміри                    |                                                                |                                                                |
| Довжина найбільша (по КВЛ) | 67,1 м                                                         | 67,1 м                                                         |
| Ширина корпусу найб.       | 6,2 м                                                          | 6,2 м                                                          |
| Висота                     | 9,6 м                                                          | 9,6 м                                                          |
| Середня осадка (по КВЛ)    | 4,70 м                                                         | 4,70 м                                                         |
| Водотоннажність надводна   | 769 т                                                          | 769 т                                                          |
| Озброєння                  |                                                                |                                                                |
| Артилерія                  | одна палубна гармата калібру 88-мм, одна 20-мм зенітна гармата | одна палубна гармата калібру 88-мм, одна 20-мм зенітна гармата |
| Торпедно- мінне озброєння  | 4 носових і один кормовий ТА. 14 торпед або 26 мін             | 4 носових і один кормовий ТА. 14 торпед або 26 мін             |

U-632 — німецький підводний човен типу VIIC, часів  Другої світової війни.
Замовлення на будівництво човна було віддане 15 серпня 1940 року. Човен був закладений на верфі суднобудівної компанії «Blohm + Voss» у Гамбурзі 4 вересня 1941 року під будівельним номером 608, спущений на воду 27 травня 1942 року, 23 липня 1942 року увійшов до складу 5-ї флотилії. Також за час служби перебував у складі 1-ї флотилії. Єдиним командиром човна був корветтен-капітан Ганс Карпф.
Човен зробив 2 бойових походи, в яких потопив 2 судна (загальна водотоннажність 15 255 брт).
Потоплений 6 квітня 1943 року у Північній Атлантиці південно-західніше Ісландії (58°02′ пн. ш. 28°42′ зх. д. / 58.033° пн. ш. 28.700° зх. д.) глибинними бомбами британського бомбардувальника «Ліберейтор». Всі 48 членів екіпажу загинули.

## Потоплені та пошкоджені кораблі[3]
| Назва    | Тип           | Належність      | Дата          | Тоннаж (БРТ) | Вантаж                                                                                         | Статус    | Місце                                                       |
| Cordelia | танкер        | Велика Британія | 3 лютого 1943 | 8 190        | 12 000 т морського пального                                                                    | потоплено | 56°37′ пн. ш. 22°58′ зх. д. / 56.617° пн. ш. 22.967° зх. д. |
| Blitar   | торгове судно | Нідерланди      | 6 квітня 1943 | 7 065        | 7 500 т генеральних вантажів, включно з коров'ячими шкірами, добривом та продуктами харчування | потоплено | 57°45′ пн. ш. 27°30′ зх. д. / 57.750° пн. ш. 27.500° зх. д. |